# Cantó de Montrejau
El cantó de Montrejau (Montréjeau, en francès) és un cantó francès del departament de l'Alta Garona, a la regió d'Occitània. S'inclou al districte de Sent Gaudenç, format per 17 municipis i el cap cantonal del qual és Montrejau.

## Municipis
- Montrejau
- Ausson
- Clarac
- Vièlanava de Lecussan
- Pontlat e Talhaborg
- Sent Blancat
- Eras Bòrdas d'Arribèra
- Eras Torrelhas
- Eth Cunh
- Francavièla
- Lodet
- Lecuçan
- Cuguron
- Belestar
- Bodrac
- Casarilh e Tamborés
- Sedelhac